# Maxime Matsima
Maxime Matsima (ur. 18 listopada 1940 w Brazzaville – zm. 19 stycznia 2003) – kongijski piłkarz grający na pozycji bramkarza. W swojej karierze grał w reprezentacji Konga.

## Kariera klubowa
Całą swoją karierę piłkarską Matsima spędził w klubie CSMD Diables Noirs. Zadebiutował w nim w 1961 roku i grał w nim do 1978 roku. W sezonach 1961 i 1976 wywalczył z nim dwa mistrzostwa Konga.

## Kariera reprezentacyjna
W reprezentacji Konga Matsime zadebiutował w 1963 roku. W 1968 roku powołano go do kadry na Puchar Narodów Afryki 1968. Wystąpił w nim w dwóch meczach grupowych: z Kongiem-Kinszasa (0:3) i z Senegalem (1:2).
W 1972 roku Matsime powołano do kadry na Puchar Narodów Afryki 1972. Wystąpił w nim w pięciu meczach: grupowych z Marokiem (0:0), z Zairem (0:2) i z Sudanem (4:2), w półfinałowym z Kamerunem (0:1) i w finałowym z Mali (3:2). Z Kongiem wywalczył mistrzostwo Afryki.
W 1974 roku Matsime został powołany do kadry na Puchar Narodów Afryki 1974. Wystąpił w nim w dwóch spotkaniach: grupowym z Gwineą (1:1) i półfinałowym z Zambią (2:4 po dogrywce). Z Kongiem zajął 4. miejsce w tym turnieju.
W 1978 roku Matsime był w kadrze Konga na Puchar Narodów Afryki 1978. W nim był rezerwowym i nie wystąpił ani razu. W kadrze narodowej grał do 1978 roku.